# Devastación

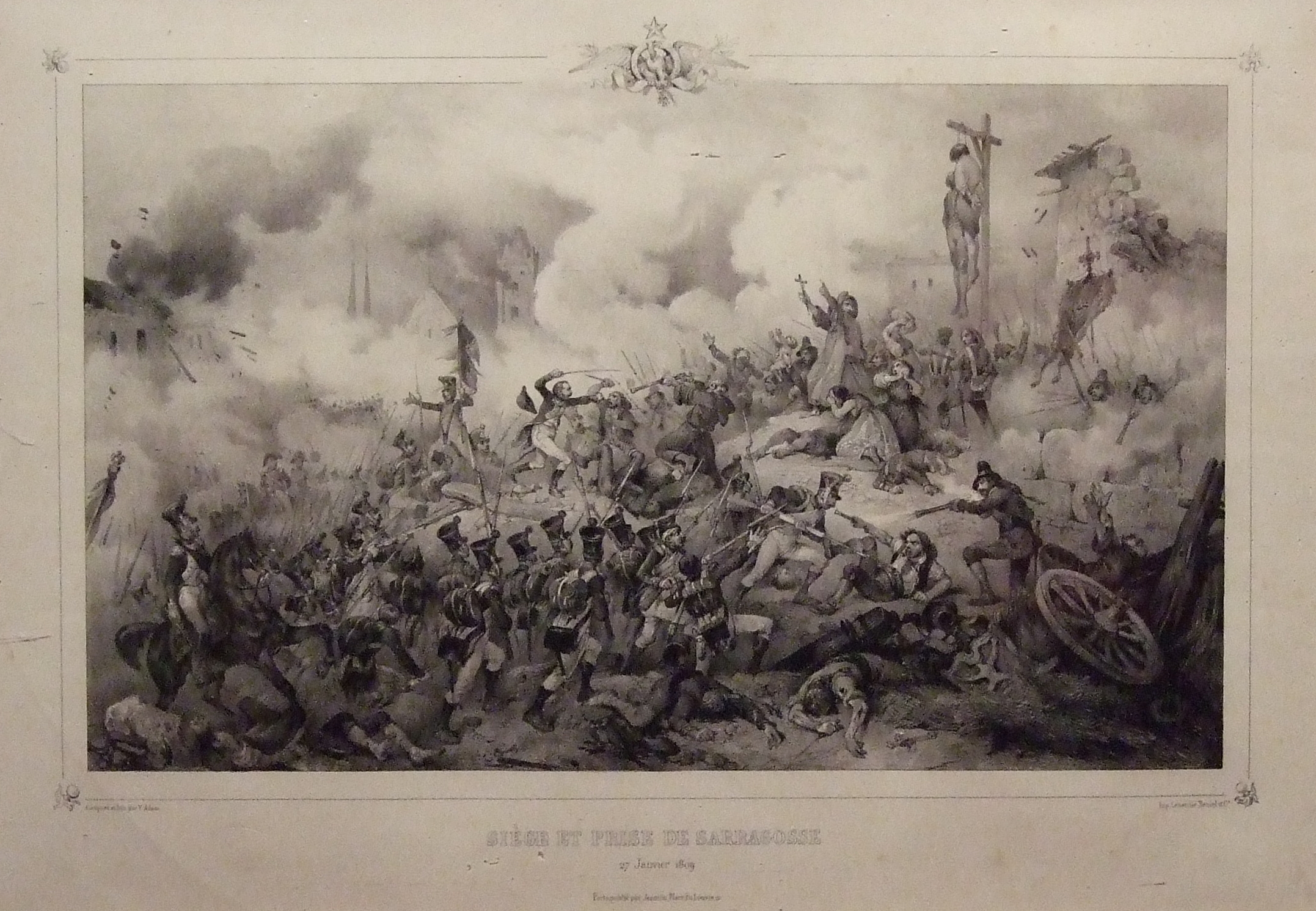
Devastación de Zaragoza en la Guerra de la Independencia

Procedente de la palabra latina vastatio, devastación expresa tala, destrucción de todos los objetos materiales de un país, en la que va implícito algo de sistemático u ordenado. 
Toda guerra lleva consigo ruinas y estrago involuntario, si puede decirse así, pero una guerra de devastación a sangre y fuego indica una voluntad anterior, un sistema cruel y preconcebido. En la antigüedad la devastación era casi un principio táctico. La guerra del Peloponeso y otras en Grecia; las de los Romanos en Cartago, Corinto, Numancia, las Cruzadas, la generalidad de las de la Edad Media, incluida la Conquista de Granada, tienen un carácter de devastación que desde el siglo XVI han ido perdiendo gradualmente. Todavía en el XVII, oscureció la gloria de Turena la devastación del Palatinado, ordenada según los franceses, desde el gabinete del ministro Louvois. 
En España la Guerra de la independencia ofrece ejemplos de devastación parcial y acaso disculpable de los enemigos y también, de los amigos. Galicia, Badajoz, San Sebastián atestiguan la brutal indisciplina de las tropas inglesas, conocida ya en España, desde el sigo XIV. 